# Maurice Bonnaerens
Maurice Joseph Bonnaerens (soms ook: Maurits) (Hofstade (Aalst), 17 juni 1931 - Brugge, 14 januari 2020) is een Belgisch componist, dirigent, muziekpedagoog, trompettist, pianist, slagwerker en schrijver.

## Levensloop
Bonnaerens kreeg op 5-jarige leeftijd muzieklessen van zijn vader. Hij speelde trompet in de plaatselijke Koninklijke Fanfare Sinte Cecilia Hofstade. Op zevenjarige leeftijd kreeg hij lessen in notenleer bij Jean Louël, directeur aan de Muziekacademie Aalst en trompet bij Emiel Maes, trompetsolist bij het Groot Harmonieorkest van de Belgische Gidsen. Van 1940 tot 1941 kreeg hij aan dezelfde muziekacademie ook pianolessen van Lydia Van Eeghem. Na de Tweede Wereldoorlog kreeg hij regeringsmedailles voor trompet, piano en kamermuziek.
Vanaf 1947 studeerde hij aan het Koninklijk Vlaams Conservatorium te Antwerpen trompet wederom bij Emiel Maes en notenleer bij Renaat Veremans. In 1949 werd hij lid van de Muziekkapel van het Belgisch leger te Charleroi, dat toen onder leiding stond van Jean Redouté. Hij zette tegelijkertijd zijn muziekstudies voort bij Emiel Constant Verrees (trompet) en Jan Broeckx (harmonieleer en muziekgeschiedenis). In 1951 behaalde hij een eerste prijs trompet met onderscheiding. 
Tijdens de Wereldtentoonstelling 1958 te Brussel behaalde hij een getuigschrift van een dirigentencursus in de Oostenrijkse paviljoen bij Hans Swarowski. 
In 1959 werd hij trompettist in het Orkest van het Nationaal Instituut voor de Radio-omroep (NIR). Met dit orkest maakte hij verschillende langspeelplaat-opnames, onder andere met het Concert, voor twee trompetten en orkest van Antonio Vivaldi. Na optredens als dirigent van het Brussels Symfonieorkest te Aalst en Tubeke stichtte hij in 1963 het Kamerorkest van Brussel. Met dit orkest verzorgde hij van 1965 tot 2004 concerten in heel Vlaanderen. 
Van 1962 tot 1964 volgde hij een cursus slagwerk aan het Koninklijk Conservatorium te Bergen onder leiding van Firmin Wantier en behaalde een eerste prijs. In dezelfde tijd nom hij ook deel aan een zomercursus voor dirigenten van Franco Ferrara en Willem Hijstek te Hilversum. Verder volgde hij nog privé-studies voor contrapunt, fuga en compositie bij Francis de Bourguignon en Marinus de Jong. 
Vanaf 1965 verving hij diverse dirigenten en gastdirigenten bij het toenmalige Nationaal Instituut voor de Radio-omroep (NIR). Toen begon zijn professionele dirigenten-carrière. Hij realiseerde talrijke opnamen met werken van Belgische componisten. Van 1972 tot 1975 was hij dirigent van de Koninklijke Opera van Gent. 
Van 1978 tot 1993 was hij dirigent van de Koninklijke Harmonie Sinte-Cecilia 1807 Halle. Van 1980 tot 1982 was hij eveneens dirigent van de Koninklijke Fanfare "Sint-Cecilia", Londerzeel (Centrum). Van 1956 tot 1962 en opnieuw van 1964 tot 1973 was hij dirigent van de Koninklijke Harmonie "Sint-Cecilia", Sint-Amands aan de Schelde.
Als docent was hij vanaf 1966 verbonden aan de Stedelijke Muziekacademie Halle en aan de Stedelijke Muziekacademie Gooik. Van 1968 tot 1974 was hij docent klein koper en slagwerk aan de Rijkmuziekacademie te Etterbeek. Bij de amateurmuziekfederaties was hij docent voor dirigentencursussen. Als lid van de Commissie voor Schone Kunsten en Cultuur van de Provincie Brabant was hij medeverantwoordelijk bij het organiseren van compositiewedstrijden en fungeert hij vaak als jurylid op koor- en muziektornooien. 
In de tijd van 1975 tot 1980 was hij muziekleraar van het dagonderwijs in Berchem (Antwerpen), Mechelen, Aarschot, Zaventem, Overijse en Wemmel. Sinds het schooljaar 1984-1985 doceert hij ook aan het Lemmensinstituut te Leuven.
Naast talrijke bewerkingen heeft hij ook voor harmonie- en fanfareorkesten gecomponeerd, maar ook voor orkest en kamermuziek.
Maurice Bonnaerens overleed op 14 Januari 2020 in het Sint-Jan ziekenhuis te Brugge.

## Composities

### Werken voor orkest
- Benoithulde
- Hulde aan Hullebroeck
- Ouverture tot 2 harten in 3/4 maat

### Werken voor harmonie- en fanfareorkest
- Aubade
- Augustinusmarsch
- Es la vida
- Goed gezind
- Humor en sentiment
- Intrada
- Jubilate
- Oljst de chicke stad, mars
- Puersiana, rapsodie
- Rapsodische Schets, voor harmonie- en fanfareorkest (gecomponeerd als erebetoon aan Jean Jacmin, ere-voorzitter van de Koninklijke Harmonie Sinte-Cecilia 1807 Halle)
- Rockiana
- Spaanse Frivolen, voor trompet solo en harmonieorkest
- Trumpetvoluntary
- Urbanus, medley

### Vocale muziek
- De klip in zee, voor bas-bariton en piano - tekst: A. Poppe
- Geuzenlied, voor zangstem (of gemengd koor) en piano
- My little Babe, negrospiritual voor zangstem en/of gemengd koor en piano - tekst: van de componist

### Kamermuziek
- Sonata Appassionata, voor klarinet solo

### Werken voor piano
- Concertwals in C

### Werken voor slagwerk
- Caprices, voor slagwerkensemble
- Marche pittoresque, voor xylofoon
- Menuet, voor castagnetten of Baskische trom)
- Pittoresque, voor slagwerkensemble